# مينا (نيويورك)
مينا (بالإنجليزية: Mina, New York)‏ هي بلدة أمريكية تقع في الولايات المتحدة في مقاطعة تشاتاقوا، نيويورك. يقدر عدد سكانها بـ 1,106 نسمة ومساحتها 94.0 كم2 وترتفع عن سطح البحر 498 متر.

## أعلام
- آموس مادن ثاير